# Daniel Klemme

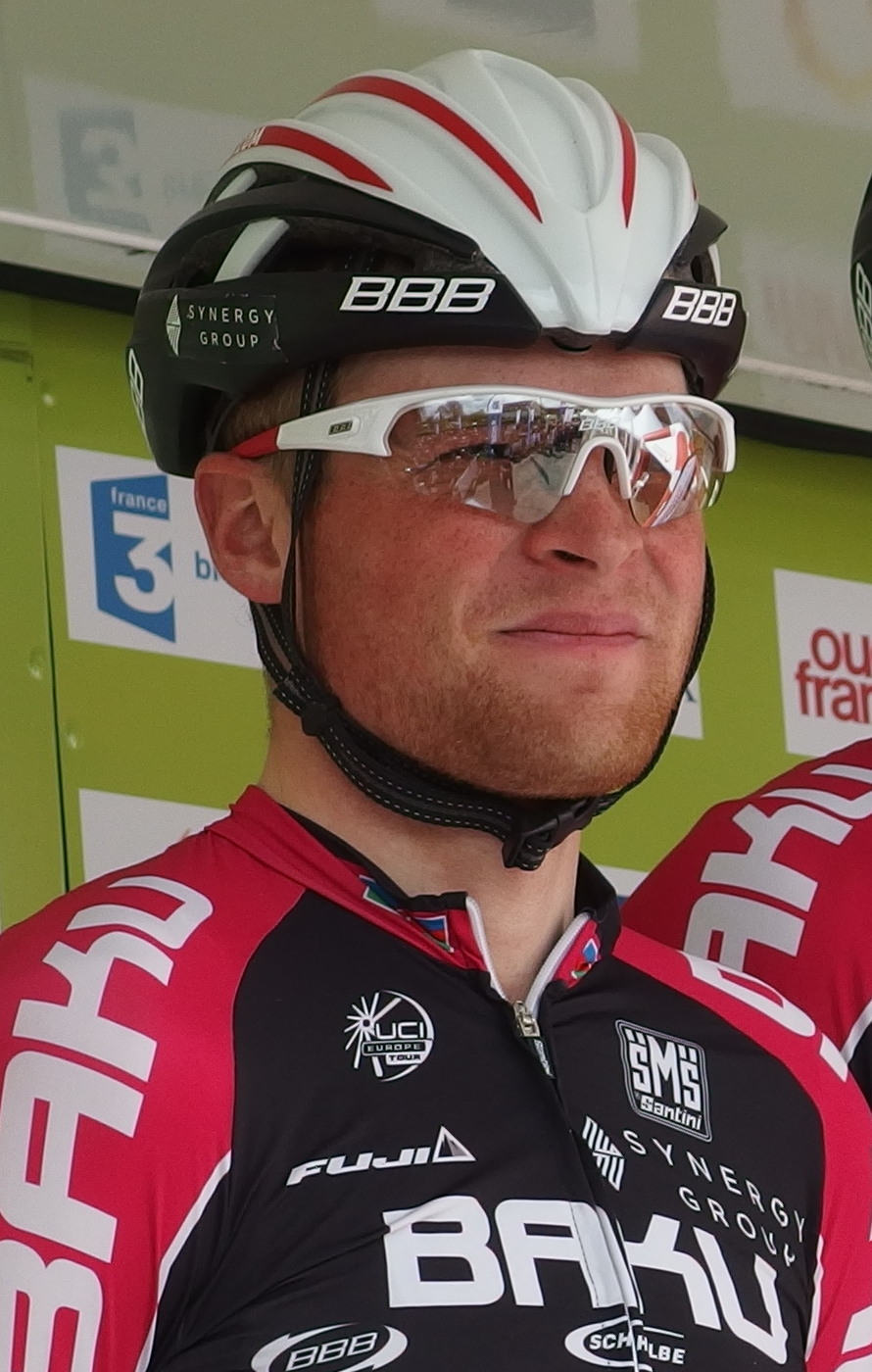
Daniel Klemme 2014

Daniel Klemme (* 29. Dezember 1991 in Lemgo) ist ein ehemaliger deutscher Radrennfahrer.

## Laufbahn
Nachdem Klemme in der U23-Altersklasse in den Nationalkader der Bund Deutscher Radfahrer berufen wurde, wurde er im Jahr 2013 erstmals von einem internationalen Radsportteam, dem luxemburgischen Leopard-Trek Continental Team, unter Vertrag genommen. Für dieses Team konnte er im September 2013 seine ersten internationalen Erfolge bei der Tour of China II erzielen, wo er zwei Etappen im Sprint gewann, zwischendurch die Gesamtführung übernahm und schließlich Gesamtzweiter wurde.
Ende der Saison 2014 beendete er seine internationale Karriere. In der Saison 2021 wurde er Deutscher Meister im Kriteriumsrennen, einem Wettbewerb, der der Leistungsklasse „Amateure“ vorbehalten war.

## Familie
Daniel Klemme ist der Bruder von Dominic und Dennis, die ebenfalls als Radrennfahrer aktiv sind.

## Erfolge
2013
- zwei Etappen Tour of China II

2021
- Deutscher Kriteriumsmeister (Amateure)

## Teams
- 2013: Leopard-Trek Continental Team
- 2014: Synergy Baku Cycling Project